# Lena Nordlund

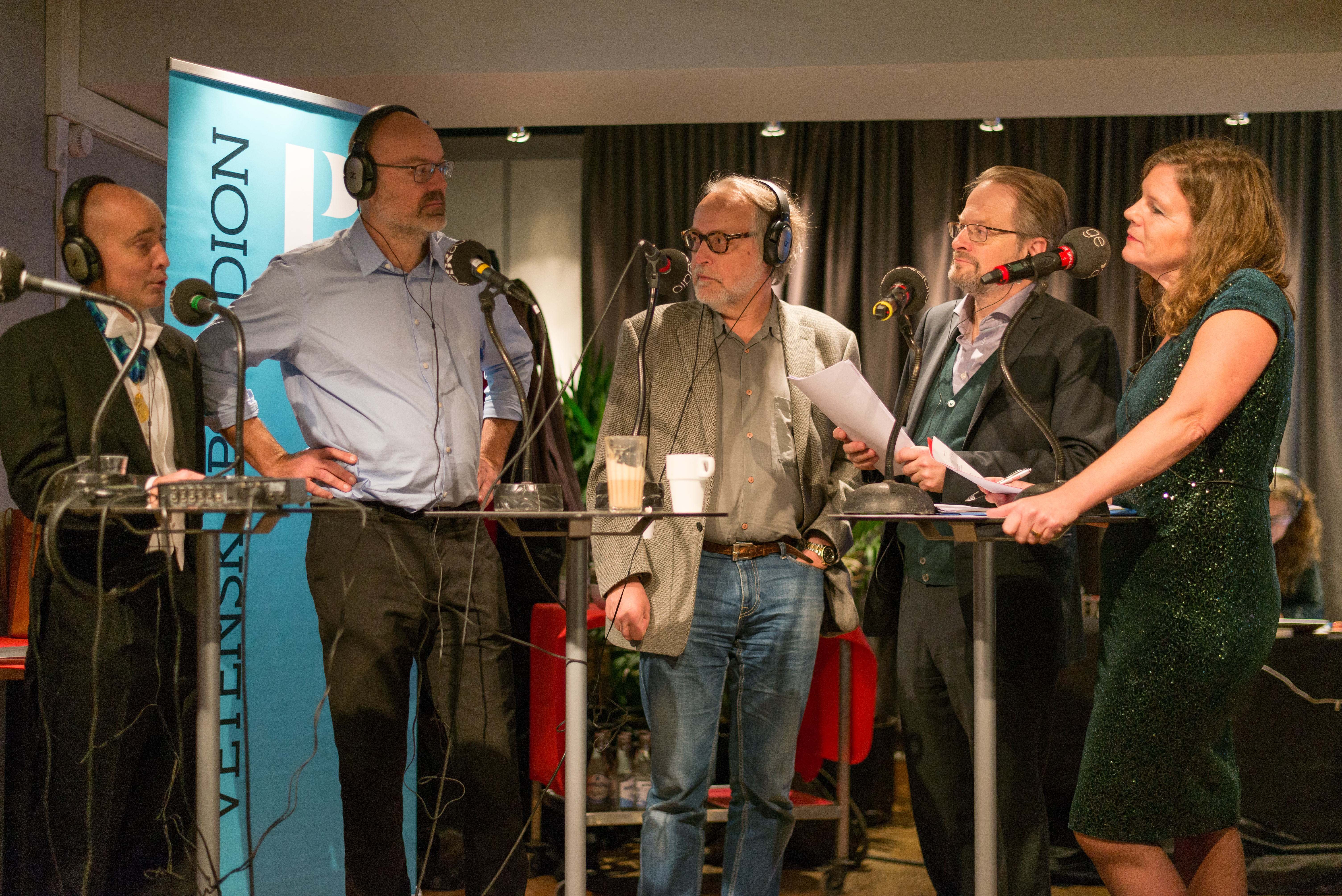
Lena Nordlund under Nobelsändningen 2016 från Kulturhuset i Stockholm. Intervjuer med stamcellsforskaren Jonas Frisén och forskaren i farmakologi Jon Lundberg. Kulturradions Mikael Timm (mitten) och programledarna för Nobelsändningen Karsten Thurfjell och Lena Nordlund.

Lena Maria Nordlund, född 1 maj 1962 i Nyköpings östra församling, Södermanlands län, är en svensk vetenskapsjournalist och radioprogramledare.
Nordlund är kemist i botten och blev journalist på vetenskapsradion. Hon har arbetat med en rad olika program i P1, däribland för Vetenskapsradions veckomagasin, P4-programmet Kossornas planet och programledare för Karlavagnen. Hon har också gästspelat som sommarvikarierande New York-korrespondent. 2018 var Lena Nordlund P1:s julvärd. 
Sedan januari 2020 är hon redaktör för det nystartade Vetenskapspodden som ersätter Vetenskapsradions Veckomagasin. Vetenskapspodden ingår som ett av flera program i Vetenskapsradion och är tänkt att fördjupa ett aktuellt ämne från flera olika perspektiv.